# Осада Альхесираса (1278—1279)
Осада Альхесираса была первой из многих осад города христианскими войсками в длительный период испанской Реконкисты. Осада, которой руководил король Кастилии Альфонсо X, также известным как «Эль-Сабио», была бесплодной военной кампанией, инициированной Королевством Кастилия с целью изгнания Маринидов из Альхесираса. Осада Альхесираса, тогда известного мусульманам как Аль-Джазира Аль-Хадра, имела стратегическое значение, поскольку Альхесирас был в то время главной крепостью и местом высадки африканских подкреплений на Пиренейском полуострове. Кастилия, у которой была мощная армада кораблей, стоявших на якоре в Гибралтарском заливе, чтобы заблокировать такое подкрепление, за несколько дней до осады увидел, что флот уничтожен мусульманским адмиралом Абу Юсуфом Якубом в морском сражении при Альхесирасе.

## Предыстория
С середины XIII века династия Маринидов зарождалась как новая власть в Марокко, которой правил Абу Юсуф Якуб ибн Абд аль-Хакк. Мариниды установили контакт с мусульманами Аль-Андалуса и предложили солдат эмира Мухаммеду II в его ожесточенной борьбе против Реконкисты христианских королевств на севере. 12 апреля 1275 года массивная марокканская армия высадилась в Альхесирасе и начала марш к городам Севилья, Хаэн и Кордова. Фердинанд де ла Серда из Кастилии, который косвенно управлял королевством в отсутствие своего отца, Альфонсо X, оказался на допросе у папы в Бокере, мог только сдерживать вторжения.
Нуньо Гонсалес де Лара, контролировавший границу Кордовы, ушел из города и дал бой марокканцам, погибнув в бою, но также вынудил мусульман отказаться от их наступления. Из-за того, что кастильские окраины постоянно находились под угрозой, инфант Фернандо покинул Бургос в августе, чтобы собрать армию, но смертельно заболел и вскоре умер в Сьюдад-Реале. Его брат, инфант Санчо, который позже станет Санчо IV, в конце концов отправился в Кордову, чтобы наконец противостоять угрозе Маринидов. Укрепив свои позиции в этом районе, Санчо двинулся на Севилью, откуда планировал командовать будущими операциями и передвижением войск в кампании. Сын короля Хайме I Арагонского, которого также звали Санчо Арагонский, архиепископ Толедо, отправился на битву в Хаэн, но, не желая ждать Лопе Диаса де Аро, сеньора Бискайского, вскоре после этого погиб в бою. Его тело было обезглавлено, а правая рука отрезана. На следующий день сеньор Бискайи вместе с молодым Алонсо Пересом де Гусманом разгромили коалицию афро-андалузских сил и заставили их отступить.
В этих условиях мусульманские силы не смогли продвинуться дальше на территорию Кастилии. В 1276 году они подписали двухлетнее перемирие с Королевством Кастилия. Тем не менее, Мариниды под предводительством Юсуфа не вернулись в Африку и сохранили контроль над Альхесирасом и Тарифой, имея большое присутствие войск в обоих городах. Тем временем кастильцы занимались вопросами наследования короны. Альфонсо X решил передать привилегию своему сыну Санчо, несмотря на то, что на него оказывалось значительное давление со стороны знати и его жены Виоланте, чтобы он передал корону детям умершего наследника Фернандо.

## Осада
Именно при таком наборе компрометирующих обстоятельств Альфонсо X решил осадить город Альхесирас, понимая, что, хотя город остается под контролем Марокко, он постоянно представляет угрозу нового вторжения в Королевство Кастилия. Аль-Джазира Аль-Хадра, имя, которое мусульмане дали Альхесирасу, был первым городом, основанным мусульманскими завоевателями, когда они впервые высадились на Пиренейском полуострове в 711 году. Современный город простирался к северу от реки Рио-де-ла-Миэль и обладал сложной оборонительной системой стен и входов, вероятно, спроектированной Альмохадами, которые улучшили первоначальные укрепления в 8 веке . В марте 1278 года кастильский король отправил ещё одного из своих сыновей, инфанта Педро де Кастилья-и-Арагона, чтобы собрать свои войска в Севилье вместе с Санчо. Как только армии соединились, они двинулись на Альхесирас. Авангардом колонны командовал Альфонсо Фернандес де Кастилья, незаконнорожденный сын Альфонсо X.
5 августа 1278 года кастильские войска подошли к предместьям Альхесираса. Армия, осадившая город, насчитывала около 30 000 человек, как указано в хрониках того времени. Флот из 24 кораблей и 80 галер также находился в Гибралтарском заливе, чтобы предотвратить снабжение города из соседнего Гибралтара. Тот же самый флот был полностью уничтожен в морском сражении при Альхесирасе. Флотом командовал Педро Мартинес де Фе, и его сопровождали другие важные фигуры королевского двора, в том числе Гонсало Маранте-и-Гильен де Сасанаке. Флотилия также состояла из членов Ордена Санта-Мария-де-Испания, военно-морского флота.религиозный орден, который сосредоточился на морской войне и который позже был интегрирован в Орден Сантьяго. Тем временем сухопутные войска полностью окружили город, выкапывая траншеи и используя различные типы современных осадных орудий на зубчатых стенах и воротах города, концентрируясь на предполагаемых слабых местах. Флот установил свою базу на Исла-Верде. Первые месяцы осады были относительно постоянными. Отряды рейдов покидали город, чтобы атаковать христианских солдат, в то время как баллисты стреляли по осаждающим изнутри города. В феврале 1279 года Альфонсо X прибыл на осаду и возглавил операции. Спустя много месяцев осада застопорилась. Потери, нанесенные в результате стычек, продолжали приносить большие потери, в основном в кастильском лагере. В то же время мусульманские силы также не смогли снять осаду.
В течение апреля 1279 года, после того как король вернулся в Кастилию, христианский лагерь начал ощущать на себе нехватку еды и припасов. Отчасти это произошло из-за потери их флота в морском сражении. Проблема усугублялась из-за большого количества осаждающих войск и того факта, что из Севильи не было отправлено достаточно припасов. В течение многих месяцев не было обнаружено, что большая часть налоговых денег, собранных в Кастилии с целью финансирования осады, использовалась инфантом Педро, чтобы побудить свою мать Виоланту вернуться в Кастилию. Та осень была особенно жаркой, и вскоре источники воды, которые поддерживали войска, начали ухудшаться, что вызвало вспышку чумы в христианском лагере. Среди больных солдат в худшем положении часто были члены флота, которые были вынуждены неделями оставаться на своих кораблях без надлежащей еды и припасов. К июлю 1279 года многие войска с кораблей покинули флот и присоединились к своим наземным товарищам в надежде на лучшую заботу. По этой причине многие лодки оставались на якоре у Исла-Верде, и к моменту битвы в конце того же месяца флот был легко уничтожен мусульманскими галерами.

## Прибытие мусульманского флота
На протяжении всей блокады Альхесирас мог поддерживать связь с Гибралтаром с помощью почтовых голубей, сообщая им об ужасных условиях, в которых оказались осаждающие. Услышав новости об этом, марокканский король собрал 14 галер в Танжере, чтобы отправить их в Альхесирас. В июне Абу Юсуф Якуб намеревался переправиться со своим флотом на Пиренейский полуостров, но восстания в Нефисе заставили его изменить свои планы. 19 июля были подготовлены и спущены на воду мусульманские галеры под командованием сына короля Абу Якуба Юсуфа ан-Насра. К ночи они достигли окраины Гибралтарского залива, и 20 июля мусульманский флот атаковал уже почти пустые кастильские корабли, стоявшие на якоре в Исла-Верде. Кастильский флот был быстро разбит, а их лодки захвачены. Все заключенные были обезглавлены, кроме офицеров, взятых в заложники. Во второй раз за много лет весь кастильский флот был потерян.
Кастильская сухопутная армия, удивленная быстрым уничтожением своего флота, была бессильна остановить мусульман, когда их корабли вошли в город, а их солдаты высадились на верфи. Затем мусульманская армия поспешно вышла из городских ворот и дала бой осаждающим христианам. Инфант Педро, который в то время руководил осадой, бежал из битвы, оставив своих капитанов в плену и потеряв все осадные орудия врагу.

## Последствие
Альфонсо X был вынужден подписать новое перемирие с Маринидами позже, в 1279 году. После битвы султан Марокко построил Вильянуэва-де-Альхесирас на тех местах, где когда-то стояли осадные сооружения, чтобы будущие осаждающие не смогли снова использовать те же выгодные позиции.